# Jos Koetz
Joseph Koetz, detto Jos (Esch-sur-Alzette, 29 maggio 1897 – Esch-sur-Alzette, 13 giugno 1976), è stato un calciatore lussemburghese, di ruolo difensore.